# Dendermonde

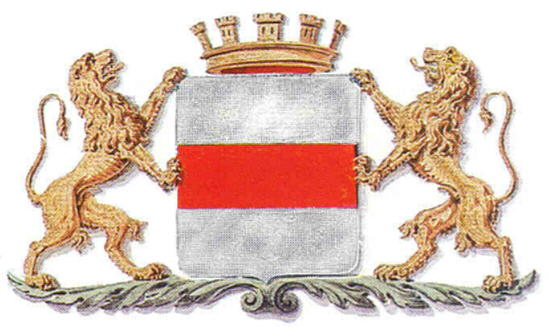
Dendermondes vapen.

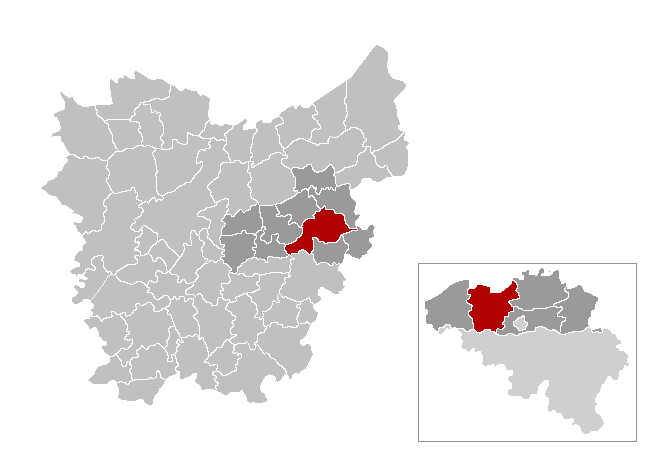
Dendermondes läge inom provinsen Östflandern.

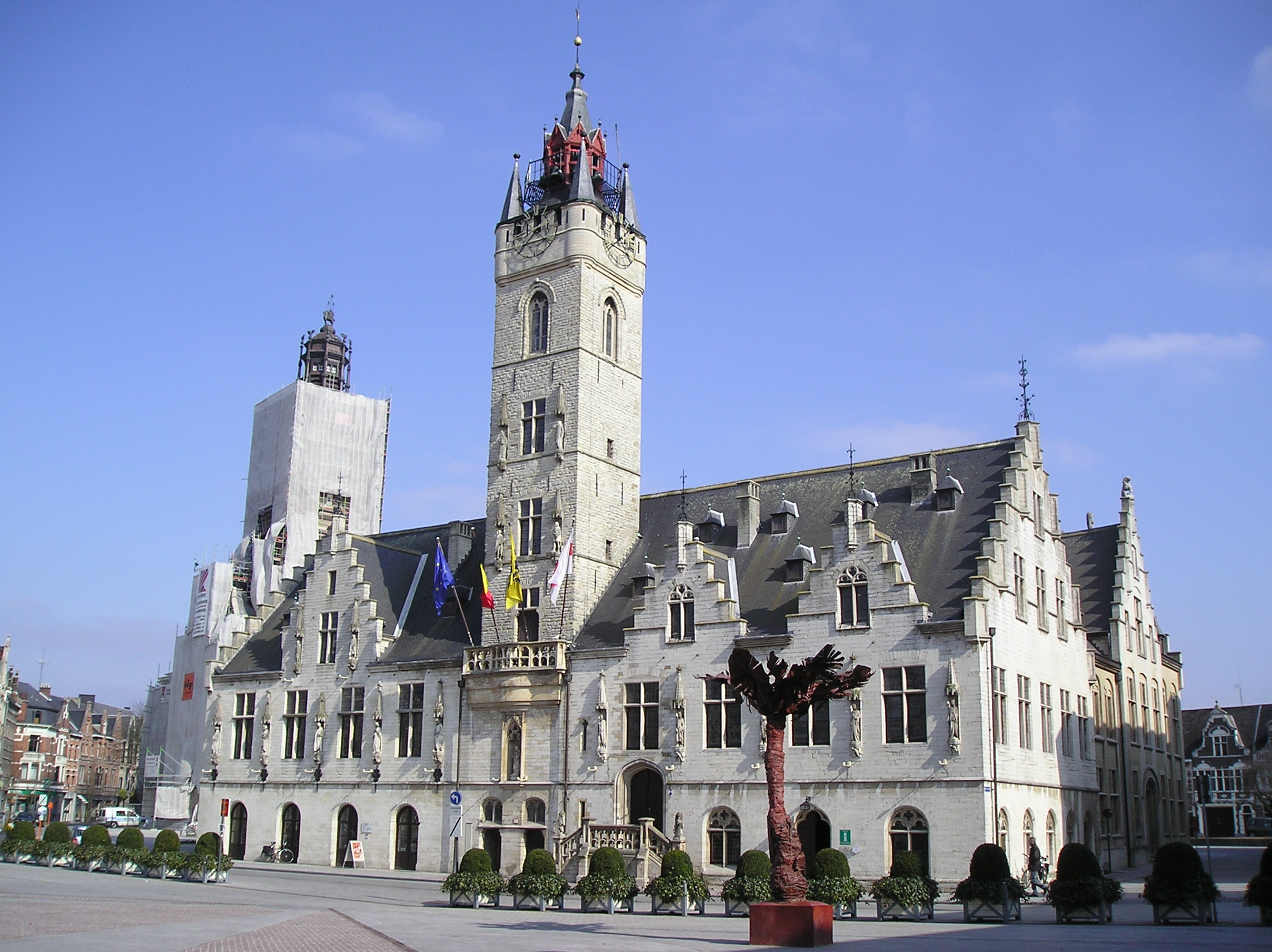
Stadshuset i Dendermonde.

Dendermonde (franska: Termonde) är en stad och kommun i Belgien. Staden ligger i Flandern, i provinsen Östflandern, och har cirka 46 000 invånare.
Kommunen omfattar staden Dendermonde och orterna Appels, Baasrode, Grembergen, Mespelare, Oudegem, Schoonaarde och Sint-Gillis-bij-Dendermonde. Som namnet antyder, ligger Dendermonde vid mynningen av floden Dender där den mynnar ut i Schelde.
Vart 10:e år firas Ros Beiaard, en procession till minne av hästen med samma namn, som enligt legenden räddade sin herre och dennes tre bröder från att gripas av Karl den store.